# Cost de oportunitate
Costul de oportunitate reprezintă  valoarea celei mai bune dintre șansele sacrificate, la care se renunță atunci când se face o alegere oarecare. Cu alte cuvinte, el măsoară cea mai mare pierdere dintre variantele sacrificate, considerându-se că alegerea făcută constituie „câștigul”. Este valoarea sacrificiilor alegerilor efective, în condițiile resurselor date. Costul de oportunitate al unui bun este dat de ceea ce se sacrifica pentru a obtine acest bun. Alegerile sau deciziile au un anumit cost, deoarece atunci când se ia o anumită decizie și se optează în favoarea unei opțiuni, sunt sacrificate celelalte.
Prețul de oportunitate exprimă evaluarea cantității de bunuri care nu vor putea fi produse, deoarece s-a luat decizia de a produce un alt bun.
Luarea în calcul a costului de oportunitate îi permite întreprinzătorului să se orienteze spre afacerea care îi aduce cel mai mare profit. Totodată, acest cost permite determinarea limitei pâna la care ar fi rentabilă sporirea volumului producției, sau modernizarea întreprinderii. Chiar dacă banii cheltuiți în altă afacere ar putea aduce câștiguri mai mari, întreprinzatorul nu va purcede la modernizarea intreprinderii sau la extinderea producției pe acea temelie.
Orice activitate are un cost de oportunitate. Acest concept are un continut mai cuprinzator decat cel de cost din exprimarea curenta, obisnuita. El nu se limiteaza la simpla cheltuiala baneasca, ci desemneaza o estimare subiectiva a oportunitatilor sacrificate, care pot insemna mai mult decat banii cheltuiti.